# La gazza ladra
La gazza ladra (Die diebische Elster) ist eine Opera semiseria:145 (Originalbezeichnung: „Melodramma“) in zwei Akten von Gioachino Rossini auf ein Libretto von Giovanni Gherardini nach La pie voleuse, ou La servante de Palaiseau, einem am 20. April 1815 im Pariser Théâtre de la Porte Saint-Martin uraufgeführten „mélodrame historique“ in drei Akten und in Prosa von Louis-Charles Caigniez und Théodore Badouin d’Aubigny. Die Uraufführung von Rossinis Oper fand am 31. Mai 1817 im Teatro alla Scala in Mailand statt.

## Handlung
Der Ort der Handlung ist ein Dorf in der Nähe von Paris zur Zeit der napoleonischen Gegenrevolution Anfang des 19. Jahrhunderts.
Der Pächter Fabrizio Vingradito und seine Frau Lucia bereiten eine Feier für die Heimkehr ihres Sohnes Giannetto vor. Auch das Dienstmädchen Ninetta erwartet die Rückkehr ihres Geliebten Giannetto und die ihres Vaters Fernando, der jedoch steckbrieflich gesucht wird. Als Ninetta dem Podestà Gottardo den Steckbrief vorliest, fälscht sie beim Lesen die Personalien des Fahnenflüchtigen. Fernando hatte seiner Tochter Ninetta einen Silberlöffel zukommen lassen, den sie zu Geld machen soll. Deswegen verkauft sie den Löffel dem Händler Isacco. Sie wird fälschlicherweise des Diebstahls bezichtigt, nachdem Lucia den Verlust eines Silberlöffels feststellen musste. Der Podestà lässt die Beschuldigte in einen Kerker sperren. Ihr droht die Todesstrafe.
Fernando will Ninetta unter Einsatz seines Lebens befreien, wogegen sie von Giannetto gedrängt wird, die Wahrheit zu offenbaren. Doch Ninetta bleibt unbeugsam. Sie wendet sich an Pippo, der ihr Eigentum zugunsten von Fernando verkaufen soll. Das Gericht verurteilt Ninetta zum Tode. Sie wird zur Exekution geführt. Eine Elster stiehlt dem Pippo ein Goldstück. In ihrem Nest kann er daraufhin nicht nur die Münze, sondern auch den Silberlöffel aus dem Haushalt Fabrizios finden. Im letzten Moment kann durch den Unschuldsbeweis die Exekution verhindert und Ninetta rehabilitiert werden. Auch Fernando wird durch einen Erlass des Monarchen, „per un ordine firmato dal monarca“, begnadigt.

### Erster Akt
Weiter Hof im Haus Fabrizios.
Vorne ein ländliches Tor mit einer Laube; an einem Pfeiler ein offener Vogelkäfig mit einer Elster. Im Hintergrund zur Mitte hin ein vergittertes Tor als Eingang zum Hof. In der Ferne einige Hügel
Szene 1. Der Pächter Fabrizio Vingradito und seine Frau Lucia bereiten eine Feier für ihren Sohn Giannetto vor, der als ein Kriegsheld heimkehren wird (Introduktion: „Oh, che giorno fortunato!“). Dienstleute tragen Geschirr, Lebensmittel und Wein aus dem Haus. Der Bauernbursche Pippo ärgert sich über die Elster, die seinen Namen gerufen hat. Als wenig später die Rede darauf kommt, dass Giannetto sich eine Frau nehmen soll, ruft sie den Namen des Dienstmädchens Ninetta. Fabrizio versucht, die Elster zu liebkosen, wird aber von ihr gebissen. Lucia und Fabrizio ziehen sich zurück, um weitere Vorbereitungen zu treffen.
Szene 2. Ninetta kommt mit einem Korb voller Erdbeeren. Sie erwartet freudig die Rückkehr ihres Geliebten Giannetto und ihres Vaters Fernando (Cavatine: „Di piacer mi balza il cor“). Fabrizio kehrt mit Obst aus dem Garten zurück. Lucia bringt ein Körbchen mit Besteck und weist Ninetta an, gut darauf achtzugeben, da schon einmal eine Gabel verlorengegangen war. Lucia und Fabrizio entfernen sich wieder. Ninetta schließt das Tor und betritt das Haus.
Szene 3. Der Händler Isacco erscheint mit seinem Kramladen, um verschiedene Sachen anzupreisen (Cavatine: „Stringhe e ferri da calzette“). Pippo schickt ihn fort.
Szene 4. Ninetta kommt mit Blumen für den Tischschmuck zurück. Von ferne erklingen ländliche Musik und die Begrüßungsrufe der Landleute für Giannetto (Chor: „Ma qual suono! / Viva! Viva!“). Pippo läuft ins Haus, um die Dienstleute herbeizurufen.
Szene 5. Giannetto erscheint mit den Landleuten. Pippo kommt mit dem Personal zurück. Giannetto und Ninetta fallen sich in die Arme (Cavatine Giannetto: „Vieni fra queste braccia“). Wein wird ausgeteilt, und alle stoßen miteinander an (Brindisi: „Tocchiamo, beviamo“). Anschließend entfernen sich die Landleute. Giannetto, Fabrizio und Lucia machen sich auf den Weg zu Giannettos Onkel.
Szene 6. Unterdessen nähert sich Ninettas Vater Fernando vorsichtig. Er teilt seiner Tochter mit, dass er gesucht werde (Rezitativ „Ieri, sul tramontar del sole“). Sein Rittmeister habe ihm den beantragten Urlaub verweigert. Darauf sei es zum Streit gekommen. Er habe vor Zorn den Degen gezogen, wurde aber entwaffnet und daraufhin zum Tode verurteilt. Die Flucht sei ihm nur mit Hilfe von Freunden gelungen. Ninetta und Fernando beklagen sein grausames Schicksal (Duett: „Come frenar il pianto“). In diesem Moment bemerken sie den Podestà (Bürgermeister) Gottardo. Fernando hüllt sich in seinen Mantel und setzt sich an die entfernteste Ecke des Tischs. Ninetta macht sich daran, den Tisch abzuräumen.
Szene 7. Während er sich nähert, besingt der Podestà seine Liebe zu Ninetta und seinen Plan, sie für sich zu gewinnen (Cavatine „Il mio piano è preparato“). Nachdem er sie begrüßt hat, stellt Ninetta ihm ihren Vater als armen Wanderer vor. Der stellt sich schlafend, beobachtet aber alles ganz genau. Der Podestà unternimmt einige ungeschickte Annäherungsversuche an Ninetta.
Szene 8. Giorgio, ein Diener des Podestà, bringt ihm ein Schreiben des Gerichtsschreibers Gregorio.
Szene 9. Der Podestà öffnet den Brief, kann aber seine Brille nicht finden. Unterdessen gibt Fernando seiner Tochter etwas Silberbesteck, dass sie für ihn verkaufen soll, um Geld für seine Flucht zu erhalten. Das Geld soll sie in einem Kastanienbaum verstecken. Da der Podestà ohne Brille den Brief nicht entziffern kann, bittet er Ninetta, ihn vorzulesen. Sie erkennt, dass es sich um den Steckbrief ihres Vaters handelt und fälscht beim Lesen dessen Beschreibung (Szene: „M’affretto di mandarvi i contrassegni“). Der Podestà lässt den ihm verdächtigen Fernando aufstehen. Da er der Beschreibung nicht entspricht, schickt er ihn fort. Fernando versteckt sich hinter einem Türpfeiler, begleitet von den Blicken Ninettas (Terzett: „Oh nume benefico“). Erneut macht der Podestà ihr den Hof, handelt sich aber eine Abfuhr ein. Fernando tritt wieder hervor, um ihn wütend zu beschimpfen. Der Podestà schwört Rache und verlässt den Hof. Auch Fernando macht sich auf den Weg. Während Ninetta ihm nachschaut, kommt die Elster an den Tisch, stiehlt einen Löffel und fliegt davon.
Erdgeschosszimmer im Haus Fabrizios
Szene 10. Während Pippo und Ninetta mit Hausarbeiten beschäftigt sind, kehrt der Händler Isacco zurück. Ninetta schickt Pippo nach draußen, um den Vogelkäfig hereinzuholen. Unterdessen verkauft sie Isacco das Besteck ihres Vaters.
Szene 11. Auf Pippos Fragen antwortet Ninetta, dass sie Geld benötigt und deshalb ein paar Kleinigkeiten verkauft habe. Pippo entfernt sich.
Szene 12. Ninetta macht sich auf den Weg zum Kastanienbaum, um dort das Geld zu hinterlegen.
Szene 13. Lucia hat Ninetta abgefangen und führt sie zurück zum Haus. Auch der Podestà, der Gerichtsschreiber und Giannetto treten ein. Lucia stellt dem Podestà ihren Sohn vor. Anschließend lässt sie sich von Ninetta den Besteckkorb geben und zählt den Inhalt durch. Tatsächlich fehlt wieder ein Löffel. Giannetto beauftragt Pippo, draußen nach der Gabel zu suchen. Fabrizio will keine Gerichtsverhandlung in seinem Haus zulassen. Lucia jedoch verdächtigt Ninetta, und der Podestà weist darauf hin, dass auf Hausdiebstahl die Todesstrafe steht.
Szene 14. Pippo kehrt erfolglos zurück. Der Podestà geht davon aus, dass es sich tatsächlich um einen Diebstahl handelt. Während alle rätseln, wer der Dieb gewesen sein könnte, ruft die Elster den Namen „Ninetta“. Der Podestà lässt inzwischen den Tatbestand aufnehmen (Finale I: „In casa di Messere“). Er genießt diese Gelegenheit, sich so an Ninetta zu rächen. Als auch noch herauskommt, dass der steckbrieflich Gesuchte ihr Vater ist, kann Ninetta ihre Tränen nicht mehr zurückhalten. Sie zieht ihr Taschentuch heraus, um ihre Augen zu trocknen. Dabei fällt das von Isacco erhaltene Geld zu Boden. Pippo offenbart, das sie es von Isacco für den Verkauf einiger Gegenstände erhalten hatte.
Szene 15. Isacco wird hinzugeholt und nach den angekauften Gegenständen befragt. Diese kann er nicht mehr zeigen, da er sie bereits weiterverkauft hat. Er weiß nur noch, dass es eine Gabel und ein Löffel mit den Initialen „F“ und „V“ waren. Alle zeigen sich entsetzt über die Eindeutigkeit der Beweise (Tutti: „Mi sento opprimere“). Nur der Podestà triumphiert über seine so gewonnene Macht über Ninetta.
Szene 16. Gregorio kommt mit Gendarmen, um Ninetta festzunehmen. Gleichzeitig erscheinen die Landleute und die Familienangehörigen Fabrizios. Ninetta und Giannetto verabschieden sich angsterfüllt voneinander, bis sie gewaltsam getrennt werden. Ninetta wird abgeführt.

### Zweiter Akt
Vorhalle des Gefängnisses im Gerichtshaus
Szene 1. Der mitfühlende Kerkermeister Antonio gestattet Ninetta Ausgang aus dem Gefängnis.
Szene 2. Ninetta bittet Antonio, Pippo zu ihr zu bringen. Zunächst aber bittet Giannetto um Einlass.
Szene 3. Giannetto drängt Ninetta, ihre Unschuld zu beweisen und die ganze Wahrheit zu erzählen. Sie befürchtet jedoch, ihren Vater dadurch in Gefahr zu bringen (Duett: „Forse un dì conoscerete“).
Szene 4. Antonio warnt vor der bevorstehenden Ankunft des Podestà. Giannetto geht fort, während Ninetta ins Gefängnis zurückkehrt.
Szene 5. Der Podestà lässt Ninetta holen. Er verspricht ihr, sie freizulassen, wenn sie sich von ihm küssen lässt (Arie: „Sì per voi, pupille amate“). Ninetta lehnt das entschieden ab. Der Chor erscheint, um den Podestà zur Gerichtssitzung abzuholen. Trommeln verkünden die Eröffnung des Gerichts. Der Podestà und der Chor begeben sich zum Gerichtssaal.
Szene 6. Antonio hat bemerkt, dass der Podestà sich nicht so verhält, wie er sollte. Pippo trifft ein. Ninetta bittet ihn, ihr Schmuckkreuz zu verkaufen und das Geld zur alten Kastanie zu bringen. Außerdem soll er Giannetto ihren Ring geben. Pippo verspricht, das Geld dort abzulegen. Das Kreuz aber will er zu ihrem Andenken selbst behalten (Rezitativ: „Deh, pensa che domani“ – Duett: „E ben, per mia memoria“).
Erdgeschosszimmer im Haus Fabrizios
Szene 7. Lucia hat Mitleid mit Ninetta (Szene: „Infelice Ninetta!“).
Szene 8. Als Fernando auftaucht, berichtet Lucia ihm von der Verhaftung seiner Tochter. Fernando ist entsetzt. Er will alles tun, um sie zu retten (Arie: „Accusata di furto“).
Gerichtssaal

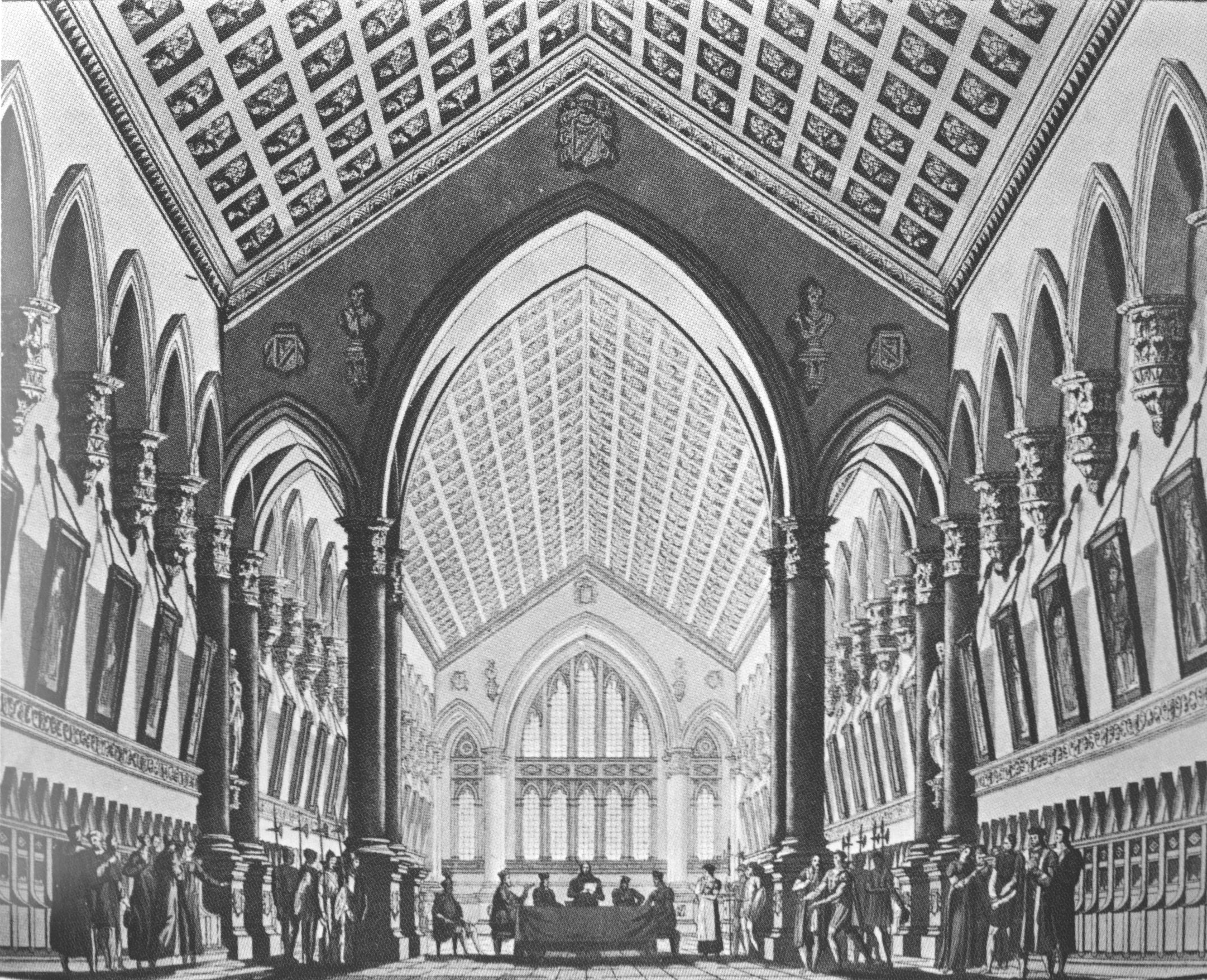
Alessandro Sanquirico: Bühnenausstattung des Gerichtssaals, Teatro alla Scala 1817

Szene 9. Das Gericht verurteilt Ninetta zum Tode (Rezitativ: „A pieno voti è condannata“). Die Richter ermahnen das Volk, sich das Urteil zu Herzen zu nehmen (Chor: „Tremate, o popoli“).
Szene 10. Die Anwesenden drücken ihr Entsetzen aus. Giannetto unternimmt einen letzten vergeblichen Versuch, Ninetta dazu zu bringen, die Wahrheit zu offenbaren (Anfang des Quintetts: „Ahi, qual colpo!“).
Szene 11. Fernando stürzt herein, um seine Tochter zu befreien. Er wird als Deserteur erkannt und festgenommen. Ninetta wird zum Richtplatz zur Exekution geführt (Fortsetzung des Quintetts).
Dorfplatz.
Auf der rechten Seite ein Kirchturm mit einer kleinen Brücke für Reparaturarbeiten. Links das große Tor zum Gerichtshaus. Dahinter eine Gasse, und gegenüber eine weitere, die hinter die Kirche führt. Ebenfalls links eine kleine Tür zum Haus Fabrizios
Szene 12. Lucia betet um Rettung für Ninetta (Arie Lucia: „A questo seno“).
Szene 13. Ernesto, ein Freund Fernandos, fragt Pippo nach dem Weg zum Haus des Podestà.
Szene 14. Nachdem Pippo wie versprochen das Geld in der Kastanie versteckt hat, schaut er nach, wie viel ihm noch übrig bleibt. Beobachtet von Pippo und Giorgio schnappt sich die Elster ein Goldstück und fliegt damit auf den Kirchturm. Zusammen mit Antonio will Pippo versuchen, die Münze zurückzuholen.
Szene 15. Ninetta wird von den Gendarmen über den Platz geführt. Das Volk beklagt ihr Schicksal (Finale II: „Infelice, sventurata“).
Szene 16. Im Nest der Elster auf dem Kirchturm findet Pippo nicht nur die Münze, sondern auch den Silberlöffel aus dem Haushalt Fabrizios. Er läuft in den Turm und lässt die Glocken läuten, um die Aufmerksamkeit der Anwesenden zu erregen. Um ihnen die Unschuld Ninettas zu beweisen, wirft er das gefundene Besteck herunter. Alle eilen zum Richtplatz, um die Exekution zu verhindern.
Szene 17. Unterwegs erklärt Lucia dem Podestà das Vorgefallene. In der Ferne hört man eine Flintensalve. Lucia glaubt, zu spät zu kommen und fällt in Ohnmacht. Pippo und Antonio geben vom Kirchturm aus Entwarnung. Es war nur eine Freudensalve.
Szene 18. Begleitet von Giannetto und Fabrizio wird Ninetta auf einem in der Eile mit Zweigen und Blumen geschmückten Wagen von Landleuten hereingefahren. Giannetto überreicht dem Podestà das Rehabilitations-Urteil des Gerichts. Zu guter Letzt erscheint auch Fernando, der durch einen Erlass des Monarchen, „per un ordine firmato dal monarca“, begnadigt wurde. Die Oper endet in allgemeiner Freude. Nur der Podestà wird von Gewissensbissen geplagt.

## Gestaltung

### Instrumentation
Die Orchesterbesetzung der Oper enthält die folgenden Instrumente:
- Zwei Flöten / Piccoloflöten, zwei Oboen, zwei Klarinetten, zwei Fagotte
- Vier Hörner, zwei Trompeten, drei Posaunen
- Pauken, Große Trommel, Triangel, Becken, zwei Kleine Trommeln, Glocke
- Streicher
- Continuo

### Musiknummern
Die Oper enthält die folgenden Musiknummern:
- Sinfonia

Erster Akt
- Nr. 1. Introduktion: „Oh, che giorno fortunato!“ (Szene 1)
- Nr. 2. Cavatine (Ninetta): „Di piacer mi balza il cor“ (Szene 2)
- Nr. 3. Cavatine (Isacco): „Stringhe e ferri da calzette“ (Szene 3)
- Nr. 4. Chor (mit Ninetta): „Ma qual suono! / Viva! Viva!“ (Szene 4)
  - Cavatine (Giannetto): „Vieni fra queste braccia“ (Szene 5)
- Nr. 5. Brindisi (Pippo, Chor): „Tocchiamo, beviamo“ (Szene 5)
- Nr. 6. Rezitativ: „Ieri, sul tramontar del sole“ (Szene 6)
  - Duett (Ninetta, Fernando): „Come frenar il pianto“ (Szene 6)
- Nr. 7. Cavatine (Podestà): „Il mio piano è preparato“ (Szene 7)
- Nr. 8. Szene: „M’affretto di mandarvi i contrassegni“ (Szene 9)
  - Terzett (Ninetta, Fernando, Podestà): „Oh nume benefico“ (Szene 9)
- Nr. 9. Finale I: „In casa di Messere“ (Szene 14)
  - Tutti: „Mi sento opprimere“ (Szene 15)

Zweiter Akt
- Nr. 10. Duett (Ninetta, Giannetto): „Forse un dì conoscerete“ (Szene 3)
- Nr. 11. Arie (Podestà): „Sì per voi, pupille amate“ (Szene 5)
- Nr. 12. Rezitativ: „Deh, pensa che domani“ (Szene 6)
  - Duett (Ninetta, Pippo): „E ben, per mia memoria“ (Szene 6)
- Nr. 13. Szene (Lucia): „Infelice Ninetta!“ (Szene 7)
  - Arie (Fernando): „Accusata di furto“ (Szene 8)
- Nr. 14. Rezitativ: „A pieno voti è condannata“ (Szene 9)
  - Chor: „Tremate, o popoli“ (Szene 9)
  - Quintett: „Ahi, qual colpo!“ (Szene 10)
- Nr. 15. Arie (Lucia): „A questo seno“ (Szene 12)
- Nr. 16. Finale II: „Infelice, sventurata“ (Szene 15)

### Musik
Die Musik der Oper ist immer wieder gekennzeichnet vom Gegensatz zwischen Militärmusik und dem in Moll gehaltenen Hauptthema, das hauptsächlich in den Streichern auftritt.:86
Außer der bekannten Ouvertüre sind die folgenden Musiknummern besonders erwähnenswert:
- Die Cavatine der Ninetta „Di piacer mi balza il cor“ (erster Akt, Szene 2) mit der ungekünstelten Cabaletta „Tutto sorridere“ offenbart Ninettas unschuldigen Charakter.[8]:74
- Die Cavatine des Giannetto „Vieni fra queste braccia“ (erster Akt, Szene 5) enthält eine eindrucksvoll verzierte Cabaletta.[8]:74
- Das Duett Ninetta/Fernando „Come frenar il pianto“ (erster Akt, Szene 6) lässt Verdis spätere Vater-Tochter-Duette vorausahnen.[8]:74
- Das Terzett Ninetta/Fernando/Podestà „Oh nume benefico“ (erster Akt, Szene 9) ist straff und dramatisch überzeugend.[8]:75
- Das Tutti „Mi sento opprimere“ (erster Akt, Szene 15) ist ein spannungsvoller Abschluss des ersten Akts.[8]:75
- Das Duett Ninetta/Giannetto „Forse un dì conoscerete“ (zweiter Akt, Szene 3).
- Das Duett Ninetta/Pippo „E ben, per mia memoria“ (zweiter Akt, Szene 6) enthält ein Andantino mit Musikmaterial aus der Ouvertüre.[8]:75
- Die Form der Arie des Fernando „Accusata di furto“ (zweiter Akt, Szene 8) ergibt sich mehr aus dramatischen als aus musikalischen Gründen.[8]:75
- Der Chor „Tremate, o popoli“ (zweiter Akt, Szene 9) ist kraftvoll und ergreifend.[8]:75
- Die Arie der Lucia „A questo seno“ (zweiter Akt, Szene 12) ist zwar für die Dramatik unnötig, aber dennoch berührend, bis in der Stretta die Worte und die Musik in Konflikt geraten.[8]:75
- Im Finale „Infelice, sventurata“ (zweiter Akt, Szene 15) beeindruckt besonders die Behandlung des Chores und des Orchesters.[8]:75

### Ouvertüre
Das bekannteste Stück der Oper ist die sehr eingängige und spritzige Ouvertüre mit dem eröffnenden Trommelwirbel und dem bei Rossini inzwischen üblichen Crescendo als Höhepunkt.:74 In welch höchster Eile diese Ouvertüre entstand, schildert Rossini selbst:

„Das Vorspiel zur Diebischen Elster habe ich am Tag der Uraufführung unter dem Dach der Scala geschrieben, wo mich der Direktor gefangengesetzt hatte. Ich wurde von vier Maschinisten bewacht, die die Anweisung hatten, meinen Originaltext Blatt für Blatt den Kopisten aus dem Fenster zuzuwerfen, die ihn unten zur Abschrift erwarteten. Falls das Notenpapier ausbleiben sollte, hatten sie die Anweisung, mich selbst aus dem Fenster zu werfen.“

Regisseur Stanley Kubrick inszenierte einige Szenen seines Films Clockwork Orange zur Ouvertüre. Sie wird ebenfalls im Vor- und Abspann von Kamikaze 1989 von Wolf Gremm sowie von der Fährgesellschaft Corsica Ferries beim Ein- und Auslaufen in Häfen verwendet, weiterhin in der Serie Sherlock im Fall Reichenbach, als Moriarty die Kronjuwelen stehlen will.
Den im Walzertakt komponierten Abschnitt der Ouvertüre verwendete der Regisseur Sergio Leone für die Krankenhaus-Szene seines Films Es war einmal in Amerika, in der die Babys vertauscht werden.
Die britische Rockband Marillion verwendete die Ouvertüre als Intro für die Konzerte ihrer Clutching At Straws-Tour und das daraus resultierende 1988er Live-Album The Thieving Magpie. Freddy Breck sang auf die Melodie 1973 den deutschen Schlager Halli-Hallo („Ich hab' heute Nacht an was Schönes gedacht“).

## Werkgeschichte
Das Libretto, das der italienische Philologe, Arzt und Dichter Giovanni Gherardini (* 1778 in Mailand; † 1861) für Rossini verfasste, ist eine Bearbeitung des Melodrams La pie voleuse, ou La servante de Palaiseau, das der erfolgreiche französische Theaterschriftsteller Louis-Charles Caigniez gemeinsam mit seinem Kollegen Jean-Marie-Théodore Baudouin d’Aubigny geschrieben hatte. Dieses Schauspiel gehörte seit seiner Veröffentlichung im Jahr 1815 einige Jahrzehnte lang zum Repertoire europäischer Theaterhäuser. Gherardini hatte mit dem Libretto in Mailand einen Librettowettbewerb mit dem Motto „Avviso ai giudici“ („Klage beim Richter“) gewonnen. Zunächst plante der Komponist Ferdinando Paër eine Vertonung. Er verwarf es jedoch bereits 1816, ehe sich Rossini dem Text widmete.:52
Rossini schrieb diese Oper kurz nach der in Rom uraufgeführten La Cenerentola. Weniger als drei Wochen nach deren Premiere machte er sich auf den Weg nach Mailand, um den Auftrag des Teatro alla Scala zu erfüllen.:73 Er arbeitete besonders sorgfältig an der Instrumentation dieser Oper, da er an der Scala einen großen Theatersaal zu füllen hatte.:91 Im Gegensatz zu seinen früheren Werken enthält La gazza ladra bis auf wenige kurze Anklänge ausschließlich Originalmusik.:52 Wie bereits die Vorgängeroper La Cenerentola (diese allerdings weniger eindeutig) zählt sie zur Gattung der Opera semiseria mit sowohl heiteren als auch ernsten Elementen.:226 Außerdem gibt es Bezüge zur Rettungsoper. Anders als die französische Vorlage hat die Oper ein glückliches Ende. Aus dem tyrannischen Schultheiß wurde ein buffonesker Podestà.
Bei der Uraufführung am 31. Mai 1817 sangen die Sopranistin Teresa Belloc-Giorgi (Ninetta), die Mezzosopranistin Maria Castiglioni (Lucia), die Altistin Teresa Gallianis (Pippo), die Tenöre Savino Monelli (Giannetto) und Francesco Biscottini (Isacco) sowie die Bässe Vincenzo Botticelli (Fabrizio Vingradito), Filippo Galli (Fernando Villabella), Antonio Ambrosi (Gottardo), Paolo Rossignoli (Giorgio) und Alessandro De Angelis (Ernesto). Am selben Tag wurden außerdem die Ballette Il trionfo di Ciro und La magia nel bosco mit einer Choreographie von Urbano Garzia aufgeführt. Die Aufführung war ein großer Erfolg. Es gab in dieser Spielzeit insgesamt 27 Aufführungen.:91
Azevedo berichtete eine Anekdote über den Schüler eines der Geiger der Scala, der sich über die Verwendung der Trommel im Orchester dieser Oper so aufgeregt hatte, dass er öffentlich verkündete, Rossini persönlich ermorden zu wollen, um die Kunst der Musik zu retten. Rossini stellte ihn zur Rede und erklärte ihm den Grund für die Trommel anhand des Librettos. Diese Begebenheit habe den Erfolg des Werks noch weiter gesteigert.:92
Die Oper hielt sich bis in die späten 1850er Jahre auf den Spielplänen. Die Partitur wurde dabei jedoch zahlreichen Änderungen und Kürzungen unterworfen, die teilweise von Rossini selbst stammen. In München wurde La gazza ladra erstmals am 20. November 1817 aufgeführt.:430 Am 10. Juni 1818 gab es anlässlich der Eröffnung des Opernhauses in Rossinis Geburtsstadt Pesaro eine Aufführung,:136 für die Rossini die Cavatine des Fernando „Dunque invano i perigli e la morte“ ergänzte. In deutscher Sprache wurde die Oper erstmals am 3. Mai 1819 in Wien gegeben.:430 In St. Petersburg erschien sie in russischer Sprache am 7. Februar 1821.:430 In England wurde sie am 10. März 1821 in London in italienischer Sprache und am 4. Februar 1830 in Covent Garden in englischer Sprache unter dem Titel Ninetta, or the Maid of Palaiseau aufgeführt. Die Musik wurde für diese Fassung von Henry Rowley überarbeitet. In Paris gab es Aufführungen am 18. September 1821 auf Italienisch im Théâtre-Italien und am 2. August 1824 auf Französisch am Odéon. Am 22. Februar 1825 gab es in Warschau eine Aufführung in polnischer Sprache. In den USA wurde La gazza ladra 1827 in Philadelphia und am 28. August 1830 in New York gespielt.:431
Anschließend geriet die Oper in Vergessenheit. Erst 1937 kam es wieder zu einer Aufführung in Breslau. Ab 1941 fand fast zwei Jahrzehnte lang eine gekürzte und bearbeitete Fassung von Riccardo Zandonai einigen Anklang.:227 Erste Rekonstruktionsversuche der Originalfassung gab es 1966 an der Sadler’s Wells Opera in London. Die kritische Ausgabe von Alberto Zedda erschien 1979. Diese Fassung wurde erstmals 1980 beim Rossini Opera Festival Pesaro gespielt. Inzwischen wird das Werk wieder häufiger aufgeführt.

## Aufnahmen
- 1959 – John Pritchard (Dirigent), Wexford Festival Chorus.
 Trevor Anthony (Fabrizio Vingradito), Elizabeth Bainbridge (Lucia), Nicola Monti (Giannetto), Mariella Adani (Ninetta), Paolo Pedani (Fernando Villabella), Giorgio Tadeo (Gottardo), Janet Baker (Pippo), Griffith Lewis (Isacco), Julian Moyle (Antonio), Dennis Wicks (Giorgio).
 Live aus Wexford, stark gekürzt.
 EJS 293 (2 LPs).[15]:15760
- Mai 1965 – Bruno Bartoletti (Dirigent), Orchester und Chor des Maggio Musicale Fiorentino.
 Gino Orlandini (Fabrizio Vingradito), Flora Rafanelli (Lucia), Cesare Valletti (Giannetto), Nicoletta Panni (Ninetta), Paolo Montarsolo (Fernando Villabella), Paolo Washington (Gottardo), Anna Maria Rota (Pippo), Roberto Ferraro (Isacco).
 Live aus Florenz, stark gekürzt.
 Opera d’Oro OPD 1344 (2 CDs).[15]:15761
- 24. November 1973 – Alberto Zedda (Dirigent), Orchester und Chor des Teatro dell’Opera di Roma.
 Alberto Rinaldi (Fabrizio Vingradito), Nucci Condò (Lucia), Pietro Bottazzo (Giannetto), Yasuko Hayashi (Ninetta), Carlo Cava (Fernando Villabella), Spiro Malas (Gottardo), Lucia Valentini Terrani (Pippo).
 Live aus Rom, gekürzt.
 Estro Armonico EA 040 (4 LPs).[15]:15762
- 11. November 1978 – Bryan Balkwill (Dirigent), Orchester und Chor der English National Opera London.
 Patrick Wheatley (Fabrizio Vingradito), Jean Macphail (Lucia), John Brecknock (Giannetto), Della Jones (Ninetta), Don Garrad (Fernando Villabella), Harold Blackburn (Gottardo), Cynthia Buchan (Pippo), Edward Byles (Isacco), Alan Woodrow (Antonio), John Kitchener (Giorgio), Peter Tracey (Ernesto), Gerald Holding (Amtsrichter), Roger Begley (Gregorio), Jean Manning (Elster).
 Live aus London, gekürzt, englische Fassung von Tom Hammond.
 Open Reel Tape – mr. tape 4286.[15]:15763
- 1978 – Alberto Zedda (Dirigent), Royal Philharmonia Orchestra London, Ambrosian Opera Chorus.
 Francesco Signor (Fabrizio Vingradito), Nucci Condò (Lucia), Pietro Bottazzo (Giannetto), Rosetta Pizzo (Ninetta), Angelo Romero (Fernando Villabella), Alberto Rinaldi (Gottardo), Helga Müller-Molinari (Pippo), Luigi Pontiggia (Isacco), Bruno Bulgarelli (Antonio), Tito Turtura (Giorgio), Angelo Nosotti (Ernesto und Amtsrichter).
 Secco-Rezitative gekürzt.
 Cetra-Italia CD: CDC 44, Warner Fonit 3984-29182-2 (3 CDs).[15]:15764
- 9. Juni 1987 – Bruno Bartoletti (Dirigent), Michael Hampe (Inszenierung), Gürzenich-Orchester, Chor der Oper Köln.
 Carlos Feller (Fabrizio Vingradito), Nucci Condò (Lucia), David Kuebler (Giannetto), Ileana Cotrubaș (Ninetta), Brent Ellis (Fernando Villabella), Alberto Rinaldi/Francisco Vergara (Gottardo), Elena Zilio (Pippo), Erlingur Vigfússon (Isacco), Eberhard Katz (Antonio), Klaus Bruch (Giorgio), Ulrich Hielscher (Ernesto).
 Video, live aus Köln, gekürzt.
 Castle RM VI: CV 2822, Arthaus 102203 (1 DVD).[15]:15766
- August 1989 – Gianluigi Gelmetti (Dirigent), Orchestra Sinfonica Nazionale della RAI Torino, Prager Philharmonischer Chor.
 Roberto Coviello (Fabrizio Vingradito), Luciana D’Intino (Lucia), William Matteuzzi (Giannetto), Katia Ricciarelli (Ninetta), Ferruccio Furlanetto (Fernando Villabella), Enzo Capuano/Samuel Ramey (Gottardo), Bernadette Manca di Nissa (Pippo), Oslavio di Credico (Isacco), Pierre Lefèbvre (Antonio), Francesco Musini (Giorgio), Marcello Lippi (Ernesto).
 Live vom Rossini Opera Festival Pesaro, Secco-Rezitative gekürzt, Opernwelt-CD-Tipp: „künstlerisch wertvoll“.
 Sony Classical: SMK 53 503, Sony Classical: 45 850.[15]:15768[3]
- 25. Januar 1996 – Peter Maag (Dirigent), Orchester und Chor des Teatro Massimo Bellini di Palermo.
 Roberto de Candia (Fabrizio Vingradito), Elena Zilio (Lucia), Nikola Yovanovitsch (Giannetto), Patrizia Ciofi (Ninetta), Giorgio Surjan (Fernando Villabella), Michele Pertusi (Gottardo), Gloria Scalchi (Pippo), Filippo Pina Castiglioni (Isacco), Iorio Zennaro (Antonio), Francesco Musini (Giorgio), Marco Chingari (Ernesto), Carlo del Bosco (Amtsrichter), Giuseppe Cutino (Gregorio).
 Live aus Palermo, gekürzt.
 House of Opera.[15]:15770
- Januar 1998 – Giancarlo Andretta (Dirigent), Orchester und Chor des Teatro La Fenice.
 Franco Vassallo (Fabrizio Vingradito), Linda Tirendi (Lucia), Simon Edwards (Giannetto), Cinzia Forte (Ninetta), Natale de Carolis (Fernando Villabella), Lorenzo Regazzo (Gottardo), Marina Rodríguez-Cusí (Pippo), Luigi Petroni (Isacco), Enrico Cossutta (Antonio), Andrea Cortese (Giorgio), Mattia Nicolini (Ernesto), Antonio Casagrande (Amtsrichter).
 Live aus Venedig, gekürzt.
 Mondo Musica MFON 20111 (3 CDs).[15]:15771
- September 2002 – David Parry (Dirigent), Philharmonia Orchestra London, Geoffrey Mitchell Choir.
 Jeremy White (Fabrizio Vingradito), Susan Bickley (Lucia), Barry Banks (Giannetto), Majella Cullagh (Ninetta), Russell Smythe (Fernando Villabella), Christopher Purves (Gottardo), Nerys Jones (Pippo), John Graham-Hall (Isacco), Stuart Kale (Antonio), Toby Stafford-Allen (Giorgio), Nicholas Garrett (Ernesto), Darren Jeffery/Philip Tebb (Amtsrichter), Daniel Slater (Gregorio), Prunella Scales (Elster).
 Stark gekürzt, englische Fassung von Jeremy Sams.
 Chandos CHAN 3097 (2 CDs).[15]:15772
- August 2007 – Lü Jia (Dirigent), Orchestra Haydn di Bolzano e Trento, Prager Kammerchor.
 Paolo Bordogna (Fabrizio Vingradito), Kleopatra Papatheologou (Lucia), Dmitry Korchak (Giannetto), Mariola Cantarero (Ninetta), Alex Esposito (Fernando Villabella), Michele Pertusi (Gottardo), Manuela Custer (Pippo), Stefan Cifolelli (Isacco), Cosimo Panozzo (Antonio), Vittorio Prato (Giorgio), Matteo Ferrara (Ernesto und Amtsrichter).
 Video, live vom Rossini Opera Festival Pesaro.
 Dynamic 33567 (DVD).[16]
- Juli 2009 – Alberto Zedda (Dirigent), Virtuosi Brunensis, Classica Chamber Choir Brno.
 Giulio Mastrototaro (Fabrizio Vingradito), Luisa Islam-Ali-Zade (Lucia), Kenneth Tarver (Giannetto), María José Moreno (Ninetta), Bruno Praticò (Fernando Villabella), Lorenzo Regazzo (Gottardo), Mariana Rewerski, (Pippo), Stefan Cifolelli (Isacco), Pablo Cameselle (Antonio), Maurizio Lo Piccolo (Giorgio), Damian Whiteley (Amtsrichter).
 Live vom Festival Rossini in Wildbad.
 Naxos 8.660369-71.[17]
- 2022 – Antonino Fogliani (Dirigent), Tobias Kratzer (Inszenierung), Rainer Sellmaier (Bühne und Kostüme), Michael Bauer (Licht), ORF Radio-Symphonieorchester Wien, Arnold Schoenberg Chor.
 Fabio Capitanucci (Fabrizio Vingradito), Marina de Liso (Lucia), Maxim Mironow (Giannetto), Nino Matschaidse (Ninetta), Paolo Bordogna (Fernando Villabella), Nahuel Di Pierro (Gottardo), Diana Haller (Pippo), Riccardo Botta (Isacco), Johannes Bamberger (Antonio), Timothy Connor (Giorgio), Alexander Aigner (Ernesto), Zacharias Galaviz (Amtsrichter).
 Video, live aus dem MusikTheater an der Wien (Halle E des MuseumsQuartiers).
 Videostream auf 3sat.[18]

## Digitalisate
- La gazza ladra: Noten und Audiodateien im International Music Score Library Project
- La pie voleuse, ou La servante de Palaiseau. Libretto-Vorlage (französisch), Paris 1815. Digitalisat bei Gallica
- Libretto (italienisch), Mailand 1817. Digitalisat im Internet Archive

## Ausgaben
- La Gazza ladra. Melodramma in due Atti. Die diebische Elster. Oper in zwei Aufzügen. Italienischer und deutscher Text. Klavierauszug. Breitkopf & Härtel, Leipzig 1820.
- Die diebische Elster. Klavierauszug für Sänger. Übersetzt, textlich und musikalisch bearbeitet von A. Treumann-Mette. Bühnenverlag Ahn & Simrock, Berlin 1937.